# Geschiedenis van de Krim
De geschiedenis van de Krim werd door de eeuwen heen bepaald door de aanwezigheid van een groot aantal volken. Al in de prehistorie ziet men invloeden van de Pontisch-Kaspische Steppe en met name uit de Kaukasus.

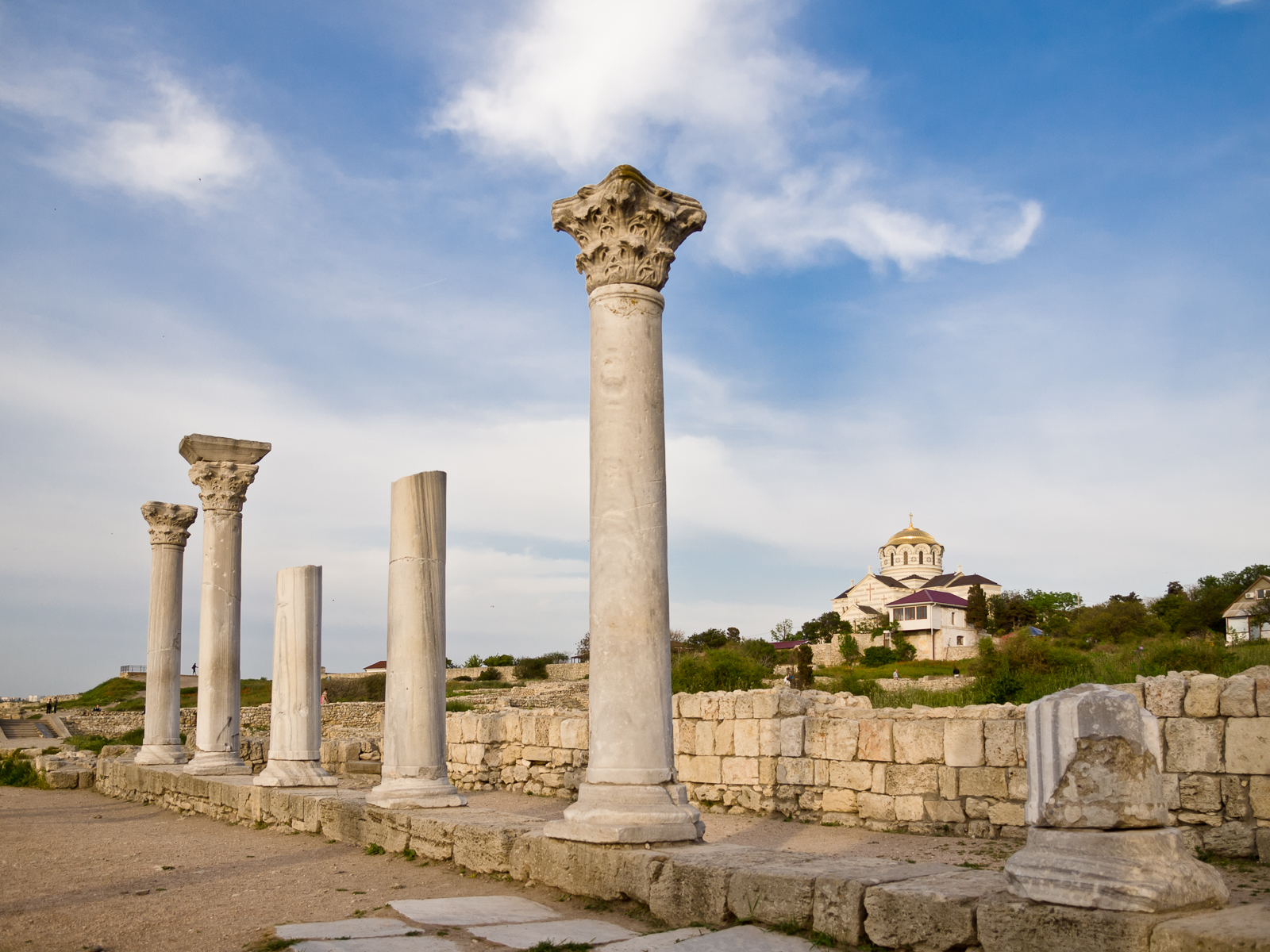
ruïnes van Chersonesos

## Prehistorie

### Steentijd

#### Vroeg-paleolithicum
In 2014 werden op de Krim de ongeveer 1 miljoen jaar oude Oldowan-sites van Koz en Etsjki-Dag ontdekt. De gereedschappen van deze sites lijken op de artefacten van de Bajraki-site aan de Dnjestr en de sites op het schiereiland Taman en in Dagestan. Een aantal andere vondsten aan de zuidkust van de Krim met een archaïsche kiezelindustrie zouden ook tot het Oldowan kunnen behoren.
Acheuléen-sites werden zowel in grotten als het open land gevonden. Gereedschappen met een Acheuléen-uiterlijk werden gevonden op de sites Zaskalnaja IX, Sjary I-III, Kabazi II, Krasny Mak, in de oudere lagen van Kiik-Koba, en andere.

#### Midden-paleolithicum
De materiële cultuur van de Moustérien-sites van de Krim vertoont veel overeenkomsten, waardoor ze worden beschouwd als onderdeel van één enkele Belogorsk-cultuur. De meest expressieve groep van Moustérien-sites is onderzocht in de buurt van Belogorsk, vlak bij de Ak-Kaja-rotsen (Zaskalnaja V en VI, Sary-Kaja, Krasnaja Balka, Prolom-grot), samengevat als de Ak-Kajacultuur. Andere belangrijke sites zijn Kiik-Koba, Tsjokoertsja, Sjajtan-Koba, Voltsji-grot, Staroselje, Kabazi, Cholodnaja Balka, enz.
De lokale industrie kenmerkt zich door specifieke vormen van dubbelzijdige bewerking, vooral messen met een asymmetrisch lemmet. Naast gereedschappen werden botten van dieren gevonden en overblijfselen van neanderthalers.
De menselijke resten van de Kiik-Koba-grot vertegenwoordigen waarschijnlijk een oude begrafenis. Het skelet van wat waarschijnlijk een vrouw van ongeveer 35 jaar oud en 1,55-1,59 m groot was, lag op de rechterzij met licht gebogen benen, waarbij de natuurlijke oneffenheid van de grot werd gebruikt als grafkuil. Niet ver daarvan werden de overblijfselen van een baby van 6 tot 8 maanden gevonden.

#### Laat-paleolithicum
Een bij Staroselje gevonden schedel van een kind combineerde archaïsche en moderne kenmerken, en algemene genetische studies hebben aangetoond dat de vroege moderne mens zich met neanderthalers vermengde.

### Bronstijd
Tijdens de overgang van de late steentijd naar de bronstijd ontstond de Kemi-Obacultuur (ca. 3700-2200 v.Chr.). Deze toonde een sterke invloed van de Majkopcultuur aan de overzijde van de Straat van Kertsj.

### IJzertijd
In de 8e eeuw v.Chr. drongen de Cimmeriërs vanuit het noorden binnen. Rond 750 v.Chr. trokken de Cimmeriërs vanuit de Krim (waar de naam Cimmerische Bosporus voor de Straat van Kertsj nog aan hen herinnert) over de Kaukasus naar het zuiden en bedreigden Klein-Azië en Assyrië. In de 8e eeuw v.Chr. vielen de Scythen binnen en verdrongen de Cimmeriërs.
De door de Grieken vermelde Tauri waren waarschijnlijk de nakomelingen van de vroegste bevolking.

## Griekse kolonisatie tot middeleeuwen
In de 6e eeuw v.Chr. vestigden Grieken zich aan de kust. Hun nederzettingen verenigden zich in het Bosporuskoninkrijk.
Vanaf de 4e eeuw v.Chr. werden de Scythen in de noordelijke steppe steeds meer verdrongen door de Sarmaten. Op de Krim, rond de door koning Scilurus opgerichte nieuwe hoofdstad Neapolis bij Simferopol konden de Scythen zich nog standhouden. Scilurus en zijn zoon Palakos slaagden erin delen van het Bosporuskoninkrijk te annexeren. In de daaropvolgende strijd met Mithridates VI van Pontus (122-63 v.Chr.) verbonden de Scythen zich met koning Tasius van de Roxolanen.
In 110-107 onderwierp Diophantes de Krim onder het koninkrijk Pontus. Er volgde een opstand onder Saumakos, die Diophantes echter kon neerslaan. Een hernieuwde opstand van 89-84 was aanvankelijk succesvol. In 80 v.Chr. versloeg Neoptolemus echter de Scythische vloot en bezette Olbia en Tyras.
Uiteindelijk werden in de tweede helft van de 3e eeuw n.Chr. de laatste Scythen op de Krim door de Goten onderworpen.
In Oekraïne bouwden de Goten een rijke cultuur op, maar werden omstreeks 375 door de Hunnen verdreven. Het vroege Ostrogotische Rijk viel uiteen. Een deel zocht toevlucht in de Krim, waar sporen in taal en cultuur (zie Krim-Gotisch) tot in de 16e eeuw aantoonbaar zijn.
In de 7e en 8e eeuw bezet door de Chazaren, werd het later een onderdeel van het Koemanenrijk.

## Kanaat van de Krim
Rond 1402 kwam het in bezit van de Gouden Horde die er het kanaat van de Krim vestigden. De tot de islam bekeerde bevolking werd door de Russen Krim-Tataren genoemd. De Krim-Tataren hadden geen directe band met de historische Tataren uit Zuid-Mongolië, maar de Russen gebruikten de term voor alle Turkstalige volkeren in hun rijk. De hoofdstad was Bachtsjysaraj, dat later bekend werd door het epische gedicht van Poesjkin De fontein van Bachtsjisaraj. In 1475 werd het kanaat een vazal van het Ottomaanse Rijk.

## Keizerrijk Rusland

In het Verdrag van Küçük Kaynarca moest het Ottomaanse rijk het rood-groen gearceerde gebied direct afstaan. Het Krimkanaat (geel-groen) werd onafhankelijk en in 1783 geannexeerd

In de tweede helft van de achttiende eeuw trachtte Rusland voet te krijgen aan de noordelijke kust van de Zwarte Zee en kwam daar in conflict met het kanaat van de Krim, dat vazal was van het Ottomaanse rijk.
De Russisch-Turkse oorlog van 1768-1774 eindigde in een overwinning voor Rusland. Bij het Verdrag van Küçük Kaynarca werd de Krim onafhankelijk, en in 1783 door Rusland geannexeerd. In 1802 werd het gouvernement Taurida opgericht, dat naast de Krim het gebied tussen de benedenloop van de Dnjepr en de Berda omvatte.
Rusland en Turkije leverden nog een eeuw lang slag om het schiereiland. Het beruchtste conflict was de Krimoorlog (1853-1856), waarbij Turkije steun kreeg van Frankrijk en het Verenigd Koninkrijk en later ook Piëmont-Sardinië.

## Revolutie en opname in de Sovjet-Unie
Na de Oktoberrevolutie in 1917 riep een etnische Krim-Tataarse regering op 13 december 1917 de Volksrepubliek van de Krim uit. De republiek wist zijn onafhankelijkheid niet lang te behouden en werd op januari 1918 door de bolsjewiekse troepen geannexeerd. Door het Centrale Uitvoerend Comité van Taurida in Simferopol werd 19-21 maart 1918 de Taurida Socialistische Sovjetrepubliek opgericht, die de Krim en de omliggende gebieden van het voormalige gouvernement Taurida omvatte. Al snel werd deze echter door Krim-Tataarse en Oekraïense troepen omvergeworpen.
In het Krim-offensief aan het eind van april 1918 veroverde het Duitse Keizerrijk de Krim. Op 28 juni 1918 werd een door de Duitsers gesteunde Krimse Regionale Regering opgericht. De onder Duitse bescherming gevormde staat kreeg de Lipka-Tataarse generaal Maciej Sulkiewicz als minister-president, minister van Binnenlandse Zaken en Buitenlandse Zaken. Er waren Oekraïense plannen om de macht in de Krim over te nemen, maar met Duitse steun bleef de regering onafhankelijk van Oekraïne.
Op 2 april 1919 veroverde het Rode Leger Simferopol en de Krimse Regionale Regering werd ontbonden. De Krimse Socialistische Sovjetrepubliek werd opgericht, maar al in juni 1919 overgenomen door de Witten. De Witten hielden stand tot november 1920. Na het verslaan van het vrijwilligersleger van de Witten herwon het Rode Leger de controle in 1920. De Krimse Autonome Socialistische Sovjetrepubliek werd op 18 oktober 1921 opgericht, als onderdeel van de Russische Socialistische Federatieve Sovjetrepubliek.

## Tweede Wereldoorlog
Gedurende de Tweede Wereldoorlog was de Krim het toneel van hevige gevechten tussen Duits-Roemeense troepen en troepen van het Rode Leger. De Duitsers boekten aanvankelijk grote en zwaarbevochten zeges, onder meer rond Kertsj. Achter de linies opereerde de Einsatzgruppe D onder leiding van Otto Ohlendorf, die grote moordpartijen aanrichtte onder joden, communisten, gehandicapten enz, naar schatting meer dan 90.000 mensen. Alleen al op 13 december 1941 werden bij Simferopol 14.300 joden afgeslacht.
Het laatste bolwerk van de Sovjets op de Krim was Sebastopol. De belangrijke havenstad viel na ruim acht maanden belegering in handen van de Duitsers. In het voorjaar van 1944, toen de Duitsers vrijwel over het gehele front moesten terugtrekken, lanceerden de Sovjets een offensief op de Krim. Enige maanden ervoor had het Rode Leger al gebieden in en rondom Kertsj heroverd op de Duitsers.
In april 1944 lanceerden de Sovjets een offensief dat vanuit Kertsj naar Sebastopol liep en van de landengte van Perekop naar Sebastopol. Door in het noorden bij Perekop aan te vallen, werd een terugtocht van de Duitsers onmogelijk gemaakt. Al snel trokken de Duitsers zich terug tot de Sebastopol, met de bedoeling er net zo'n vesting van te maken als het Rode Leger eerder had gedaan. Al snel bleek dit niet mogelijk, want de barricades en verdedigingswerken waren nooit hersteld. Op 12 mei 1944, ruim een maand na de start van het Krimoffensief, gaven de laatste Duitse troepen zich over in Sebastopol en was de Krim weer volledig onder controle van de Sovjet-Unie.
Na de bevrijding beschuldigde Stalin de Krim-Tataren van collaboratie met de Duitsers, en verbande hen collectief naar Centraal-Azië. De Krimse ASSR werd op 30 juni 1945 omgevormd tot de niet meer autonome Krimse Oblast van de Russische SFSR.

## Onderdeel van Oekraïne
Tijdens het bewind van Stalins opvolger Chroesjtsjov, zelf Oekraïner, werd de Krim in 1954 aan de Oekraïense Socialistische Sovjetrepubliek overgedragen, bij wijze van gebaar van vriendschap tussen het Russische en het Oekraïense volk.
Op 1 december 1991 werd er een referendum werd gehouden waarin de bewoners van de hoofdstad Sevastopol City, zich met een meerderheid van 57,07 % en een opkomst van 36 % hadden uitgesproken voor een onafhankelijk Oekraïne, en de rest van de Krim, de Crimean ASSR, met 54.19 % en een opkomst van 37 %. De Krim bleef bij het uiteenvallen van de Sovjet-Unie in 1991 deel van Oekraïne. De oblast werd echter omgevormd tot de autonome republiek van de Krim. Op 6 mei 1992 besloot het parlement van de Krim dat zij autonoom wetten voor het schiereiland konden maken. Op 21 april 1994 eiste de Hoge Raad van Oekraïne om dit besluit terug te draaien en gaf daarvoor een ultimatum tot 30 mei 1994. Uiteindelijk werd overeenstemming bereikt over de autonomie van de Krim.
Er ontstonden tot 1995 steeds opnieuw weer harde conflicten tussen Oekraïne en Rusland. Behalve de opsplitsing van de Zwarte Zeevloot ging het vooral ook om de nationaliteit van het schiereiland. Dankzij het Russisch-Oekraïense vriendschapsverdrag, waarbij o.a. Rusland de onafhankelijkheid van Oekraïne garandeerde, konden de scherpe kanten in de onderlinge verhouding aanzienlijk verzacht worden. Rusland heeft sindsdien een deel van de militaire haven in Sebastopol ten behoeve van zijn Zwarte Zeevloot gepacht. Gespannen onderlinge verhoudingen kwamen echter al regelmatig voor en het verloop van de grens door de Straat van Kertsj was ook nog steeds omstreden.

## Overname door Rusland
Op 27 februari 2014 bezetten tientallen gewapende mannen het parlementsgebouw in de regionale hoofdstad Simferopol. Ze hesen de Russische vlag. Twee vliegvelden bij Simferopol en Sebastopol werden bezet door Russische militairen. Ook het gebouw van de Oekraïense staatstelevisie in Simferopol werd door een pro-Russische militie of Russische militairen bezet.
Op 6 maart 2014 stemde het Krimse parlement in met een decreet dat bepaalde dat de Krim een deel van Rusland werd. Ter voorbereiding hierop werd op 11 maart een voorwaardelijke onafhankelijkheidsverklaring getekend dat de Krim zich zou afscheiden van Oekraïne indien de bevolking voor aansluiting met Rusland zou kiezen.
Op 16 maart 2014 werd, zonder aanwezigheid van internationaal erkende waarnemers, een referendum over aansluiting bij Rusland gehouden. De autoriteiten van de Krim verklaarden dat de grote meerderheid van de bevolking voor aansluiting bij Rusland stemde.
Noch het referendum noch de Republiek de Krim werd door Oekraïne erkend, en evenmin door vrijwel de gehele internationale gemeenschap, met uitzondering van Afghanistan, Kazachstan, Kirgizië, Noord-Korea, Syrië, Venezuela, Rusland en Wit-Rusland. Alleen dat laatste land erkende ook latere aansluiting bij Rusland.
Oekraïne, de Europese Unie, Japan en de Verenigde Staten erkenden dit referendum niet, omdat zij voorafgaande onderhandelingen met Oekraïne nodig achtten, en omdat de Russische militaire aanwezigheid de vrijheid van de stemming zou verstoren. Daarnaast waren er aantijgingen van grootscheepse fraude. Een hoge Amerikaanse ambtenaar claimde dat er concrete bewijzen waren dat sommige stembiljetten vooraf waren ingevuld.
Op 18 maart 2014 werd de aansluiting van de Krim bij de Russische Federatie bekendgemaakt. Het gebied werd omgevormd tot het Federaal district Krim. Op 20 maart keurde de Doema de betreffende wetten en een dag later werd de aansluiting juridisch afgerond door het ondertekenen ervan door de Russische president Vladimir Poetin . Inmiddels is het gebied volgens de Russische bestuurlijke indeling onderdeel van het Zuidelijk Federaal District, behalve Sebastopol, dat volgens die indeling een federale stad is.
Na de annexatie heeft de Oekraïense regering het Noord-Krimkanaal afgesloten. Het schiereiland kampte al lange tijd met een watertekort wat werd opgelost met de aanleg van dit kanaal. De waterweg leidde sinds de Sovjettijd zoet water uit de Oekraïense Dnjepr naar de Krim en voorzag daar in ongeveer 85% van de waterbehoefte. De bedding was na zeven jaar droogstand zwaar beschadigd en het was niet lonend deze te renoveren. De Russische regering zou zo'n 90 miljoen euro investeren in de bouw van twee ontziltingsinstallaties op de Krim. Deze installaties met een capaciteit van maximaal 40.000 m³ per etmaal zouden tegen 2023 in bedrijf komen.